# Paul Klimek
Paul Karl Richard Klimek auch Paulus Klimek (* 9. Januar 1859 in Königlich Neudorf, Landkreis Oppeln; † 21. Dezember 1923 in Breslau) war ein deutscher Philologe, Historiker, Lehrer und Sachbuchautor.

## Leben und Wirken
Das Studium der Altphilologie an der Universität Breslau schloss er im Jahr 1883 mit der Doktordissertation Coniectanea in Julianum et Cyrilli Alexandrini contra illum libros ab und promovierte zum Doktor der Philosophie.
Er lebte in Oppeln, Leobschütz, Königshütte und wirkte von 1900 bis 1915  als Oberlehrer für Klassische Philologie und Griechische Sprache am Königlichen Katholischen St. Matthias-Gymnasium in Breslau. In seinen Schriften befasste er sich mit der Philologie der Antike und verfasste einige Lehrbücher für den Schulgebrauch.

## Werke (Auswahl)
- Coniectanea in Julianum et Cyrilli Alexandrini contra illum libros. Doktordissertation, Uni Breslau, Breslau 1883.
- Zur Würdigung der Handschriften zur Textkritik Julians. Druck J. Gomolka, Leobschütz 1888.
- Kritische Bemerkungen zum Texte der prosaischen Schriften des Synesios. Druck O. Gutsmann, Breslau 1891.
- Über den Plan der Rede Adherbals bei Sallust. Diplomarbeit/Dissertation, Königliches Katholisches St. Matthias-Gymnasium, Breslau 1902.
- Kritische Studien zu Xenophons Memorabilien. Teil I. Druck R. Nischkowsky, Breslau 1907.[2] – Teil II. Druck R. Nischkowsky, Breslau 1912.[3]
- Die Gespräche über die Gottheit in Xenophons Memorabilien. Auf ihre Echtheit untersucht. Müller & Seiffert, Breslau 1918.
- Der Hiatus in den Schriften Kaiser Julians. Müller & Seiffert, Breslau 1919.
- Der Sokrates-Prozeß. Vortrag gehalten am 10. Dezember 1919 in der Vereinigung katholischer Akademiker zu Breslau. Müller & Seiffert, Breslau 1920.
- Auswahl aus Xenophons Memorabilien. Für den Schulgebrauch. Aschendorffsche Verlh., Münster; Auflagen 1895, 1900, 1905.
- mit Alexander Kabza: Catilina. Auswahl aus dem Jugurtha. G. Sallustius Crispus. Für den Schulgebrauch. Aschendorffsche Verlh., Münster 1927.